# Ambrose Powell Hill
Ambrose Powell Hill (Culpeper, Virgínia, 1825 - Petersburg, Virgínia, 1865) fou un militar sudista. Graduat a l'Acadèmia Militar dels Estats Units el 1847, es va unir com a coronel a l'exèrcit confederat el 1860 i participà en la batalla de Bull Run. Nomenat general, lluità a Williamsburg (1862), Seven Days i la segona batalla de Bull Run. Després d'Antietam esdevé mà dreta de Robert Lee i participa a Fredericksburg i Chancellorsville (1863), on fou ferit. Nomenat tinent general, participà a Gettysburg, Wilderness (1864) i Petersburg, on va morir per les ferides rebudes.